# Wapen van Limmen

Het wapen van Limmen

Het wapen van Limmen werd op 22 oktober 1817 per Koninklijk Besluit aan de Noord-Hollandse gemeente Limmen toegekend. De gemeente Limmen ging in 2002 op in de gemeente Castricum, het wapen bleef tot dat jaar in gebruik. Het wapen is in het vierde kwartier van het wapen van Castricum opgenomen.

## Blazoenering
De blazoenering van het wapen luidt als volgt:
Gecarteleerd; het 1e en 4e van sabel, beladen met een klimmende leeuw van zilver en het 2e en 3e van zilver, beladen met een klimmende leeuw van sabel.
Het wapen is in vier gelijke delen gedeeld. In het eerste en vierde deel staat op een zwarte achtergrond een klimmende zilveren leeuw. Op het tweede en derde deel zijn tegengesteld: op een zilveren ondergrond een zwarte klimmende leeuw. Het wapen heeft geen kroon en ook geen schildhouder(s).

## Geschiedenis
Waar het wapen precies vandaan komt is niet bekend. Mogelijk heeft het zijn oorsprong in het wapen van Holland-Henegouwen, of het wapen van de ambachtsheerlijkheid en banne van Westsane en Crommenie. Een andere mogelijkheid is dat het gebaseerd is op het wapen van het baljuwschap Blois.
In verschillende manuscripten wordt het wapen ook op verschillende wijzen weergegeven. Het gaat telkens om een gevierendeeld wapen met in elk kwartier een staande leeuw. Echter, de kleuren van de kwartieren en de leeuwen wisselt. In het manuscript Belaerts van Blokland heeft het wapen in de kwartieren I en IV op een gouden veld een rode leeuw. In de kwartieren II en III een zilveren veld met daarop een zwarte leeuw. Het manuscript Schoemaker heeft het over een wapen met in de kwartieren I en IV een zwart veld met daarop een rode leeuw en de kwartieren II en III een rood veld met daarop een zwarte leeuw. Als dit wapen door de Hoge Raad van Adel toegekend zou zijn dan zou Limmen een raadselwapen gehad hebben.
Ook de heerlijkheid Limmen heeft dit wapen toegekend gekregen bij besluit van de Hoge Raad van Adel op 7 oktober 1818.

## Vergelijkbare wapens
De volgende (voormalige) gemeentewapens hebben overeenkomsten met het wapen van Limmen:

Het wapen van Castricum
Het wapen van het baljuwschap Blois
Het wapen van Beverwijk
Het wapen van Ilpendam
Het wapen van Koog aan de Zaan
Het wapen van Krommenie
Het wapen van Uitgeest
Het wapen van Westzaan
Het wapen van Wormerveer
Het wapen van Zaandam
Het wapen van Zaandijk
Het wapen van Zaanstad

Abbekerk
· Akersloot
· Andijk
· Ankeveen
· Anna Paulowna
· Assendelft
· Avenhorn
· Barsingerhorn
· Beemster
· Beets
· Bennebroek
· Berkenrode
· Berkhout
· Bijlmermeer
· Blokker
· Bovenkarspel
· Broek in Waterland
· Broek op Langedijk
· Buiksloot
· Bussum
· Callantsoog
· De Rijp
· Egmond
· Egmond aan Zee
· Egmond-Binnen
· Graft
·  Graft-De Rijp
· 's-Graveland
· Groet
· Grootebroek
· Grosthuizen
· Haarlemmerliede
· Haarlemmerliede en Spaarnwoude
· Harenkarspel
· Heerhugowaard
· Hensbroek
· Hoogkarspel
· Hoogwoud
· Ilpendam
· Jisp
· Kalslagen
· Katwoude
· Koedijk
· Koog aan de Zaan
· Kortenhoef
· Krommenie
· Kwadijk
· Langedijk
· Leimuiden
· Limmen
· Marken
· Middelie
· Midwoud
· Monnickendam
· Muiden
· Naarden
· Nederhorst den Berg
· Nibbixwoud
· Niedorp
· Nieuwe Niedorp
· Nieuwendam
· Nieuwer-Amstel
· Noord-Scharwoude
· Noorder-Koggenland
· Obdam
· Oosthuizen
· Opperdoes
· Oterleek
· Oude Niedorp
· Oudendijk
· Oudkarspel
· Oudorp
· Petten
· Ransdorp
· Schardam
· Scharwoude
· Schellingwoude
· Schellinkhout
· Schermer
· Schermerhorn
· Schoorl
· Schoten
· Sijbekarspel
· Sint Maarten
· Sint Pancras
· Sloten
· Spaarndam
· Spaarnwoude
· Spanbroek
· Twisk
· Urk
· Ursem
· Veenhuizen
· Venhuizen
· Warder
· Warmenhuizen
· Waverveen
· Weesp
· Weesperkarspel
· Wervershoof
· Wester-Koggenland
· Westwoud
· Westzaan
· Wieringen
· Wieringermeer
· Wieringerwaard
· Wijdenes
. Wijdewormer
. Wijk aan Zee en Duin
· Wimmenum
· Winkel
· Wognum
· Wormer
· Wormerveer
· Zaandam
· Zaandijk
· Zeevang
· Zijpe
· Zuid-Scharwoude
· Zuid- en Noord-Schermer
· Zwaag

Dorpswapens:
Hauwert
· Volendam
· Zwaagdijk-West
Aagtekerke
· Baak
· Bennebroek
· Blitterswijk
· Cadier
· Cleverskerke
· De Vuursche
· Dorenweerd
· Geersdijke
· Hemmen
· Hensbroek
· Hoogkerk, Leegkerk en Dorkwerd
· Kattendijke
· Kerkwijk
· Laag Nieuwkoop
· Lede en Oudewaard
· Lichtenberg
· Limmen
· Nederveen-Cappel
· Oostwaard
· Oostcapelle
· Poortvliet
· Sint Philipsland
· Verwolde
· Wanssum
· Westervoort
· Wisch
· Wiskerke
· Zaanen